# Hapu (vezír)
Hapu ókori egyiptomi hivatalnok, Felső-Egyiptom vezírje volt a XVIII. dinasztia idején, IV. Thotmesz uralkodása alatt.
Hapu feleségét Rennainak hívták. Sírja a Sejh Abd el-Kurna-i TT66. A sírban ábrázolják egy fiát, aki áldozatot mutat be Hapu és Rennai előtt; emellett ábrázolják Hapu beiktatását vezírré IV. Thotmesz színe előtt. Egy másik jelenetben a királyi műhely látható, benne a király egy szobra dzsed-oszlopot mutat be.